# داستان قصر کونینگ
داستان قصر کونینگ (انگلیسی: Story of Kunning Palace؛‏ چینی ساده: 宁安如梦; پین‌یین: Níng ān rú mèng) یک مجموعه تلویزیونی چینی محصول سال ۲۰۲۳ با بازی بای لو و ژانگ لینگ‌هه است. این مجموعه بر پایه رمان عاشقانهٔ آرامش یک بانو اثر شی جینگ است. داستان قصر کونینگ از ۷ تا ۲۵ نوامبر ۲۰۲۳ از آی‌چی‌یی پخش شد.

## بازیگران

### اصلی
- بای لو در نقش جیانگ شونینگ / جیانگ نینگ[۱]
- ژانگ لینگ‌هه در نقش شیه وی / شیه جوآن[۱]
- وانگ شینگ‌یه در نقش ژانگ ژه[۲]
- ژو جون‌وی در نقش یان لین[۳][۴]